# Carmanhola Americana
Carmanhola Americana foi uma canção revolucionária que traduziu e se apropriou da canção francesa la Carmagnole, com o intuito de promover o sentimento republicano na Capitania-Geral da Venezuela, particularmente na cidade La Guaira. A canção foi encontrada numa operação policial aos réus do presídio da dita cidade em 1797 junto com outra copla de caráter antimonárquico intitulada "canção americana", contendo um livro que continha ademais uma tradução de Direitos do homem e do cidadão com várias máximas republicanas e um Discurso preliminar dirigido aos Americanos, um discurso dirigido aos habitantes livres da América Espanhola, entre outros documentos propagandísticos. A tradução pode ser obra de Manuel Cortês Campomanes, no entanto não há nenhuma referência explícita à esse respeito. A dita lírica foi usada como insumo probatório para demonstrar o delito de lesa-majestade dos participantes na Conspiração de Gual e Espanha, alguns dos quais tinham sido favorecidos por um indulto oferecido a nome de Carlos IV pelo Real Acordo da Real Audiência de Caracas em troca de delatar os participantes da conspiração.

## Letra
Transcrição de acordo com a ortografia original e ao lado a tradução em português:
| 1. Yo que soy un sin camisa un bayle tengo que dar y en lugar de Guitarras cañones sonarán 2. Baylen los sin camisas y viva el son, y viva el son baylen los sin camisa y viva el son del cañon. 3. Si alguno quiere saber porque estoy descamisado porque con los tributos El Rey me há desnudado. Baylen los sin camisas 4. No hay exceso ni maldad que el Rey no haya executado no hay fuero, no hay derecho que no haya violado. Baylen los sin camisas 5. Todos los Reyes del Mundo son igualmente tiranos y uno de los mayores es ese infame Carlos. Baylen los sin camisas 6. También los gobernadores al Pueblo han sacrificado pero los sin camisa vengarán su atentado. Baylen los sin camisas 7. La justicia en las Audiencias á quien más paga se vende, del favor y el cohecho las sentencias dependen. Baylen los sin camisas 8. Corregidores y Alcaldes nos roban con insolencia mas ya para sufrirlos se acabó la paciencia Baylen los sin camisas 9. Los Yntendentes ayudan con mucho afan al tirano á comerse la sangre del Pueblo Americano Baylen los sin camisas 10. Todos ellos á porfía nos tiranizan furiosos, son crueles, avaros, sobervios y orgullosos. Baylen los sin camisas 11. Pero no tardarán mucho en recibir su castigo que ya los sin camisas afilan los cuchillos. Baylen los sin camisas 12. Los Sanculotes en Francia al Mundo hicieron temblar mas los descamisados no quedarán atrás Baylen los sin camisas 13. De la ira Americana ya podeís temblar tiranos que con los sin camisas vuestra hora há llegado. Baylen los sin camisas 14. Cada uno de nosotros en guerra un héroe será que por librar la Patria prodigios obrará. Baylen los sin camisas 15. Ea pues, descamisados iros todos previniendo para romper el yugo que há tanto estais sufriendo Baylen los sin camisas 16. Dios protege nuestra causa el dirige nuestro brazo que el Rey con sus delitos su justicia há irritado. Baylen los sin camisas 17. Quando por la libertad algún Pueblo há peleado no hay exemplo ninguno de haber sido humillado. Baylen los sin camisas 18. Todos con seguridad sabemos que estando unidos jamás la tirania podrá vernos vencidos. Baylen los sin camisas 19. Lograda la libertad todos felices seremos si las puras virtudes constantes exercemos. Baylen los sin camisas 20. Florecerán nuestros artes, comercio y Agricultura y viviremos todos en la paz más segura. Baylen los sin camisas 21. La fraternidad á todos con sus lazos ligará y el fruto de su industria cada uno logrará Baylen los sin camisas 22. Ygualmente la Justicia se exercerá sobre todos; los premios logrará quien los meresca solo. Baylen los sin camisas 23. Seremos todos iguales y no habrá otras distinciones que el talento y virtud y las grandes acciones. Baylen los sin camisas 24. Viva el amor de la Patria y viva la libertad, perescan los tiranos y el despotismo Real. Baylen los sin camisas 25. Sin tardansa romperemos tus cadenas Patria amada pues de tu amor el fuego nuestro pecho inflama. Baylen los sin camisas 26. Para una empresa tan grande constantes todos juramos, que morir, ó vencer és lo que deseamos. Baylen los sin camisas y viva el son, y viva el son; baylen los sin camisas y viva el son del cañon. Fin | 1. Eu que sou um sem camisa um baile tenho que dar e no lugar de Guitarras canhões soarão 2. Bailem os sem-camisas e viva o som, e viva o som bailem os sem-camisa e viva o som do canhão. 3. Se alguém quer saber porque estou descamisado porque com os tributos O Rei me fez desnudado. bailem os sem-camisas 4. Não há excesso nem maldade que o Rei não tenha praticado não há foro, não há direito que não tenha violado. Bailem os sem-camisas 5. Todos os reis do mundo são igualmente tiranos e um dos maiores é esse infame Carlos. Bailem os sem-camisas 6. Também os governadores ao Povo sacrificaram mas os sem-camisa vingarão seu atentado. Bailem os sem camisas. 7. A justiça nas audiências a quem mais paga se vende, do favor e do suborno as sentenças dependem. Bailem os sem-camisas 8. Corregedores e alcaides nos rouban com insolência mas já para suprir-los se acabou a paciência Bailem os sem-camisas 9. Os intendentes ajudam com muito afã ao tirano á alimentar-se do sangue do Povo Americano Bailem os sem-camisas 10. Todos eles à porfia nos tiranizam furiosos, son cruéis, ávaros, soberbos e orgulhosos. Bailem os sem-camisas 11. Mas não tardarão muito em receber seu castigo que já os sem-camisas afiam os cutelos. Bailem os sem-camisas 12. Os sans-culottes em França ao mundo fizeram tremer mas os descamisados não quedarão atrás Bailem os sem-camisas 13. Da ira americana já podeís tremer tiranos que com os sem-camisas vossa hora já chegou. Bailem os sem-camisas 14. Cada um de nós na guerra um herói será que por livrar a Pátria prodigios obrará. Bailem os sem-camisas 15. Eia pois, descamisados ireis todos previnindo para romper o jugo que há tanto estais sofrendo Bailem os sem-camisas 16. Deus protege nossa causa ele dirige nosso braço que o Rei com seus delitos sua justiça irritou. Bailem os sem-camisas 17. Quando pela libertade algum Povo pelejou não há exemplo nenhum de haver sido humilhado. Bailem os sem-camisas 18. Todos com confiança sabemos que estando unidos jamais a tirania poderá ver-nos vencidos. Bailem os sem-camisas 19. Alcançada a liberdade todos felizes seremos se as puras virtudes constantes exercemos. Bailem os sem-camisas 20. Florescerão nossas artes, comércio e agricultura e viveremos todos na paz mais segura. Bailem os sem camisas 21. A fraternidade á todos com seus laços ligará e o fruto de sua indústria cada um lucrará Bailem os sem-camisas 22. Igualmente a Justiça se exercerá sobre todos; os prêmios lucrará só quem os merecer Bailem os sem-camisas 23. Seremos todos iguais e não haverá outras distinções que o talento e virtude e as grandes ações. Bailem os sem-camisas 24. Viva o amor da Pátria e viva a liberdade, pereçam os tiranos e o despotismo real. Bailem os sem-camisas 25. Sem tardansa romperemos tuas cadeias Pátria amada pois do teu amor o fogo nosso peito inflama. Bailem os sem-camisas 26. Para uma empresa tão grande constantes todos juramos, que morrer, ou vencer é o que desejamos. Bailem os sem-camisas e viva o som, e viva o som; bailem os sem-camisas e viva o som do canhão. Fim |
| --- | --- |

## Difusão da Carmanhola Americana
Por seu caráter clandestino é difícil saber com certeza a difusão que teve a Carmanhola Americana para além dos círculos próximos a Manuel Gual e José María Espanha, no entanto, é conhecida o labor propagandística que assumiram desde o exílio na ilha de Trindade pelo qual é provável que se difundisse entre os povoadores das províncias de Venezuela, mais quando a tonada singela da canção permitia que qualquer pudesse aprender as ideias ali expressadas sem necessidade de saber ler. Segundo Pedro Grases, a Carmanhola Americana era dançada em 1810 por um grupo denominado o Clube dos Sem-camisas, sem que a letra tivesse sido modificada significativamente.

## Semelhanças comla Carmagnole
O paralelismo mais evidente entre a versão d'A Carmanhola francesa de 1792 e a Americana de 1797 encontra-se na estrofe:
| Carmanhola Americana                                                                               | La Carmagnole                                                                               |
| -------------------------------------------------------------------------------------------------- | ------------------------------------------------------------------------------------------- |
| Baylen los sin camisas y viva el son, y viva el son baylen los sin camisa y viva el son del cañon. | Dansons la carmagnole Vive le son, vive le son Dansons la carmagnole, Vive le son du canon! |

No entanto, na maior parte de seu conteúdo, a Carmanhola Americana é uma produção própria que se apropria da tonada francesa mas constrói um texto com um sentido particular, já que não tem um tom celebratorio como o original francês, senão que pretende impulsionar o espírito dos que a escutem para organizar as ações revolucionárias.
A Carmanhola Americana também representou um ataque particular às instituições fundamentais da monarquia hispânica em Índias, tais como as Audiências, juízes, governadores, corregedores, prefeitos e intendentes. Ademais, se enuncia ao Rei como tirano e déspota, quem em geral não era atacado nas rebeliões, onde era comum em mudança apelar ao lema "Viva o Rei, morra o mau governo", que representava a lealdade à monarquia apesar dos abusos de seus administradores.

## Música
Ainda que não se tenham encontrado partituras que indiquem a tonada com a qual se cantava a Carmanhola Americana, é provável que se assemelhasse à melodia com a que se cantava la Carmagnole: